# Rot op naar je eigen land
Rot op naar je eigen land is een televisieprogramma van de Evangelische Omroep.

## Opzet en doel
Er zijn twee seizoenen gemaakt. Het eerste seizoen werd uitgezonden in januari 2015 en gepresenteerd door Dennis van der Geest, het tweede in januari en februari 2016, gepresenteerd door Danny Ghosen. Het was de Nederlandse variant op de Australische serie Go back to where you came from. In de serie maakten zes Nederlanders met uiteenlopende standpunten over immigratie de reis die een vluchteling maakt, in omgekeerde volgorde. Het programma bevatte elementen van een reisprogramma, een documentaire en een opinieprogramma.
Seizoen 1 van de serie werd voorafgegaan door een korte inleidende uitzending op 19 januari 2015. In de vier daaropvolgende dagen waren er uitzendingen van 40 minuten. Eindpunt van de reis was een vluchtelingenkamp in Jordanië. Van de oorspronkelijke zes deelnemers haakten twee voortijdig af. Op 24 januari was er een afsluitend debatprogramma (een special van Dit is de Dag Arena) met de reisdeelnemers en landelijke politici, onder leiding van Tijs van den Brink.

## Deelnemers

### Seizoen 1
| Naam    | Leeftijd | Beroep                     |
| ------- | -------- | -------------------------- |
| Fareeda | 24       | Student Nederlands         |
| Martin  | 46       | Werkloze heftruckchauffeur |
| Rick    | 26       | Werkzoekend                |
| Sandra  | 50       | Thuishulp                  |
| Willeke | 48       | Huisvrouw                  |
| Yernaz  | 27       | Student politicologie      |

### Seizoen 2
| Naam     | Leeftijd | Beroep                                         |
| -------- | -------- | ---------------------------------------------- |
| Lousanne | 26       | Fulltime moeder                                |
| Mart     | 24       | Student industrial ecology                     |
| Pepijn   | 23       | Afgestudeerd op commercial business management |
| Femmeke  | 26       | Afgestudeerd godsdienstlerares                 |
| Vincent  | 27       | Student geschiedenis                           |
| Kelly    | 28       | Moeder en barvrouw                             |

## Receptie
Uit Kamervragen van de Partij voor de Vrijheid bleek dat deze partij reeds voor uitzending vreesde dat het doel van het programma was exclusief PVV-kiezers op andere gedachten te brengen.
De eerste aflevering van seizoen 1 werd 856.000 keer bekeken en maakte veel discussie los (met name over PVV-stemmers) op onder meer Twitter, waar de hashtag #rotop trending topic was.
Volgens Trouw-recensent Maaike Bos was seizoen 2 professioneler georganiseerd en interessanter omdat de casting jonger was en de deelnemers daarom meer geneigd om door hun ervaringen van mening te veranderen. 'Het motto van dit programma: wie zich niet in andermans probleem kan invoelen, moet het zelf maar voelen. Een beetje stichtelijk is het wel, maar de EO bedenkt er serieuze, stoere actie bij en dat mag wel in deze tijden.'